# Аполонија (Илирија)
Аполонија (старогрчки Απολλωνια) је највећа старогрчка лука у Илирији, коју су основали досељеници из Коринта и Керкире 588. п. н. е. у земљи илирског племена Тауланти, на десној обали реке Аоја (данас Виоса) , око 10 км од њеног ушћа у Јадранско море. Најближи модерни град је Фиер .
Смештен на западном крају Виа Егнатиа, овај град је истовремено био и трговачки центар и тврђава . Аристотел га је навео као пример олигархијског режима: потомци грчких досељеника држали су контролу над колонијом, насељеном углавном Илирима . Аполонија је ковала сопствени новац и продавала су илирске робове у иностранству .
Када је Цезар убијен, његов наследник Октавијан је учио са Атенодором у Аполонији. У првим вековима хришћанства град је био центар истоимене епархије. Крајем 3. или почетком 4. века ђакон Исавр је мученички страдао због своје вере у граду, касније је канонизован као светац. Крајем античког доба Аполонија је постала празна због плављења овог подручја; локални становници су се преселили у суседни град Валона .
Током Првог светског рата, када је Албанију окупирала Аустроугарска, почела су прва археолошка истраживања; на крају рата наставила их је француска експедиција Л. Реја. На месту Аполоније пронађени су остаци храма из 6. века п. н. е. и позориште, калдрмисане улице и подови од мозаика ; већина налаза је изложена у музеју у Тирани.
Астероид 358 Аполонија, откривен 1893. године, назван је по граду Аполонији.